# يكاتيرينا ساموتسيفيتش
يكاتيرينا ستانيسلافوفنا ساموتسيفيتش (بالروسية: Екатери́на Станисла́вовна Самуце́вич) هي ناشطة سياسية نسوية روسية ولدت في يوم 9 أغسطس 1982، عرفت بمعارضتها لنظام الرئيس الروسي فلاديمير بوتين، في 17 أغسطس 2012 تم اعتقالها مع أعضاء فرقتها بوسي ريوت ناديجدا تولوكونيكوفا وماريا أليوخينا بتهمة التحريض على الكراهية، بعد أدائهن لأغنية مناهضة لبوتين من داخل كاتدرائية المسيح المخلص في موسكو في أكتوبر 2012 تم إطلاق سراحها فيما بقيت زميلتيها في السجن إلى سنة 2013.

## روابط خارجية
- إيكاتيرينا ساموتسيفيتش على موقع IMDb (الإنجليزية)
- إيكاتيرينا ساموتسيفيتش على موقع قاعدة بيانات الفيلم (الإنجليزية)